# Federico Della Chiesa
Federico Della Chiesa (Varese, 28 novembre 1848 – Varese, 25 agosto 1920) è stato un avvocato, scrittore e politico italiano, repubblicano ed ex garibaldino.

## Biografia
Figlio primogenito dell'avvocato Emanuele Della Chiesa (1816–1869) e di Angelica Vittorina Zerbi  (1825–1889), appena undicenne, si entusiasmò per le gesta di Giuseppe Garibaldi e nel 1866, lasciati gli studi liceali, si arruolò nel 1º reggimento di volontari comandato dal generale garibaldino Clemente Corte.
L'infelice esito della terza guerra di indipendenza non lo distolsero dagli ideali impersonati da Garibaldi e così, l'anno successivo, rispose nuovamente all'appello del Generale partecipando alla marcia dei volontari verso Roma, conclusasi con la battaglia di Mentana (1867) ove fu arrestato e rinchiuso prima a Castel Sant'Angelo e poi a Gaeta.
Rientrato nella città natale, riprese gli studi interrotti. Si iscrisse quindi a Pavia alla Facoltà di Medicina per poi passare, dopo poco, alla Facoltà di Giurisprudenza ove conseguì la laurea nel 1871. Iniziò subito la carriera professionale acquisendo il titolo di avvocato nel 1874.
Nel 1873 si sposò con Ernestina Paravicini (1852-1930) figlia di un altro fervente patriota varesino, Cesare Paravicini (1810–1867), dalla quale ebbe due figli: Giuseppina (1874-1964) e Cesare (1877–1947).
Nel 1876, fu tra i promotori del periodico L'indicatore Varesino (1875-1882), di ispirazione liberale-radicale, del quale curò pure per un certo tempo la redazione e l'orientamento politico. Nel 1891 fu nuovamente impegnato in un'altra iniziativa giornalistica, il settimanale politico pure di stampo liberale Campo dei Fiori (cui collaborò anche il fratello Giuseppe Speri Della Chiesa Jemoli, scrittore e poeta, 1865-1946) e successivamente  (1893) nella direzione del periodico Varese di breve durata.
Eletto numerose volte (dal 1884) consigliere comunale, ricoprì la carica di sindaco di Varese per il partito repubblicano dal 7 febbraio 1911 al 29 luglio 1914 . Fu altresì presidente dell'Ordine degli Avvocati di Varese.
Pubblicò diverse opere di storia locale.
Morì improvvisamente il 25 agosto 1920; sul carro funebre furono posti i due emblemi della sua vita: la camicia rossa di ex garibaldino e la toga nera che per tanti anni lo vide tra le figure più apprezzate e brillanti del foro. In suo ricordo il Comune di Varese ed i colleghi posero sotto il portico del Palazzo Estense, sede del Municipio, un busto in marmo sopra un'iscrizione che ne ricorda le doti umane e professionali.

## Opere principali
- Noterelle Varesine, Arti Grafiche di Bagaini, Codara & C., Varese, 1906;
- Ricordi Varesini e Reminiscenze del Foro, Arti Grafiche Varesine, Varese, 1917.